# Acacia calcicola
Acacia calcicola é uma espécie de leguminosa do gênero Acacia, pertencente à família Fabaceae.